# Dufourea tridentata
Dufourea tridentata är en biart som först beskrevs av Wu 1987.  Dufourea tridentata ingår i släktet solbin, och familjen vägbin. Inga underarter finns listade i Catalogue of Life.